# Cartea de la San Michele
Cartea de la San Michele (în engleză The Story of San Michele) este o carte de memorii scrisă de medicul suedez Axel Munthe (31 octombrie 1857 – 11 februarie 1949), publicată pentru prima dată în anul 1929 de editorul britanic John Murray. Scrisă în limba engleză, ea a devenit un bestseller în numeroase limbi și a fost republicată constant în cele mai mult de opt decenii trecute de la publicarea sa inițială.

## Autorul

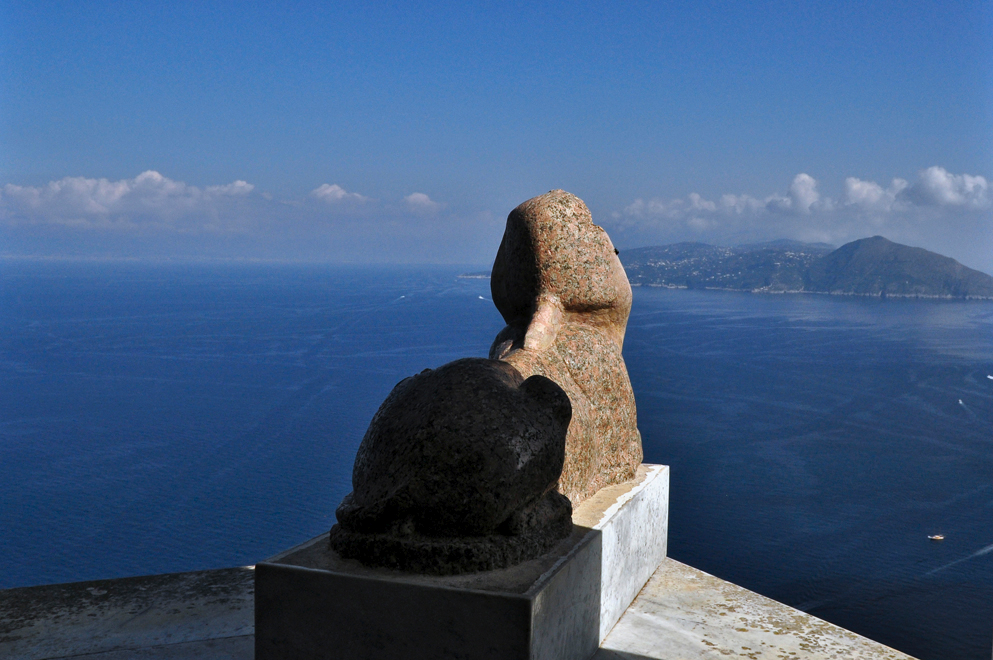
Sfinxul de la San Michele orientat către Marea Tireniană.

Munthe a crescut în Suedia. La vârsta de 17 ani a participat la o călătorie pe mare care a inclus o scurtă vizită în insula italiană Capri. Urcând Treptele Feniciene care duceau către Anacapri, a descoperit o capelă ruinată ce aparținea unui locuitor din apropiere, Maestro Vincenzo, și a început să-și dorească să o cumpere și să o restaureze. Capela dedicată Sf. Mihail fusese construită pe ruinele uneia din vilele împăratului roman Tiberius din insula Capri.
Munthe a urmat apoi studii de medicină în Franța, deschizându-și ulterior un cabinet medical în Avenue de Villiers din Paris. Mai târziu, el a participat ca voluntar la combaterea epidemiei de holeră de la Napoli din 1884, devenind un erou local. În 1887 a reușit să cumpere capela ruinată, petrecându-și cea mai mare parte a vieții sale pentru a construi Villa San Michele din Capri. Munthe și-a deschis un cabinet medical la Roma pentru a strânge banii necesari pentru a plăti materialele și lucrătorii.

## Cartea
Cartea de la San Michele are 32 de capitole. Ea este o serie de viniete suprapuse aproximativ, dar nu în totalitate, în ordine cronologică ce prezintă amintiri ale mai multor perioade din viața dr. Munthe. Autorul a avut relații cu o serie de celebrități ale vremii sale precum Jean-Martin Charcot, Louis Pasteur, Henry James și Guy de Maupassant, toți aceștia fiind menționați în carte. El a lucrat de asemenea cu cei mai săraci oameni, inclusiv imigranții italieni din Paris și victimele epidemiei de holeră din Napoli, precum și cu țăranii din insula Capri sau laponii din nordul Suediei. A fost un mare iubitor de animale cărora le-a dedicat mai multe povestiri, iar cel mai cunoscut este probabil babuinul său alcoolic, Billy.

## Structură
Romanul este împărțit în 32 de capitole numerotate cu cifre arabe, plus un epilog (cu 3 subcapitole numerotate cu cifre arabe), având următoarele titluri în traducerea realizată de Teodora Sadoveanu:
- 1. Tinerețe
- 2. Quartier Latin
- 3. Avenue de Villiers
- 4. Un doctor la modă
- 5. Bolnavi
- 6. Château Rameaux
- 7. Laponia
- 8. Neapole
- 9. Înapoi la Paris
- 10. Însoțitorul de cadavre
- 11. Madame Réquin
- 12. Uriașul
- 13. Mamsell Agata
- 14. Vicontele Maurice
- 15. John
- 16. O călătorie în Suedia
- 17. Medici
- 18. Salpêtrière
- 19. Hipnotism
- 20. Insomnie
- 21. Minunea lui Sant'Antonio
- 22. Piazza di Spagna
- 23. Iar medici
- 24. Grand Hôtel
- 25. Măicuțele sărmanilor
- 26. Miss Hall
- 27. Vara
- 28. Sanctuarul păsărilor
- 29. Il Bambino
- 30. La festa di Sant'Antonio
- 31. Regatta
- 32. Începutul sfîrșitului
- În vechiul turn

## Personaje

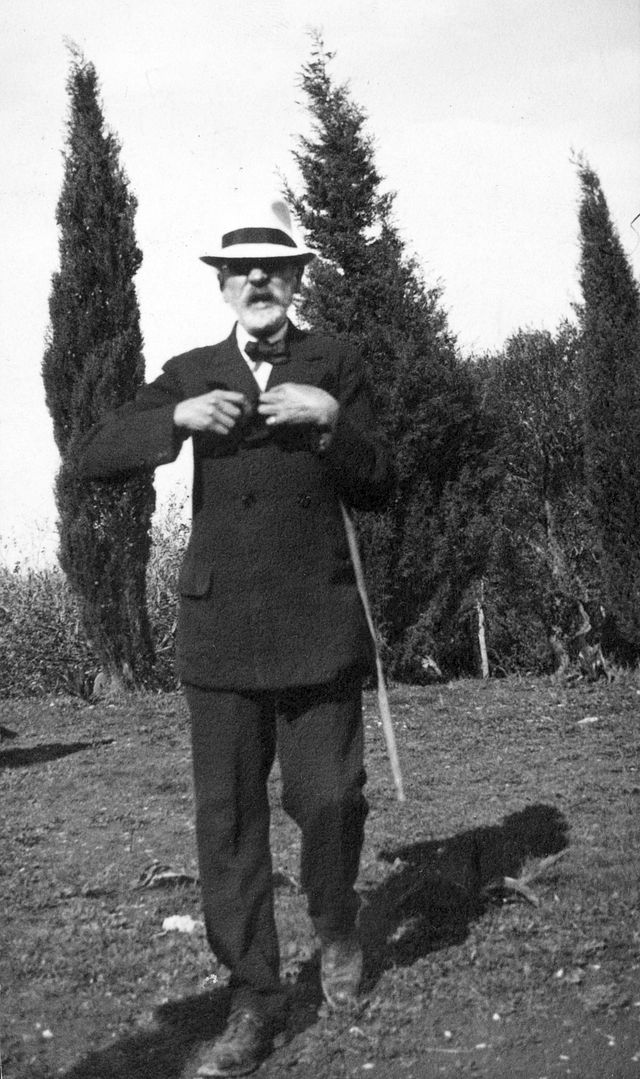
Axel Munthe

- Axel Munthe - medic suedez, autor și protagonist
- Jean-Martin Charcot - neurolog francez de renume mondial, deținătorul primei catedre de neurologie la institutul Salpêtrière
- Paul Jules Tillaux - medic care i-a salvat viața lui Munthe
- John - bebeluș adoptat pentru o scurtă perioadă de Munthe
- Madame Réquin - organizatoarea unei rețele de „trafic” de copii
- Rosalie - „o specie de bonne à tout faire”[2]
- Mamsell Agata - menajeră în casa dr. Munthe.
- Nostrom - medic contemporan cu Munthe și prieten al său
- Turi - conducătorul unei tabere din Laponia
- miss Hall - menajeră englezoaică a lui Munthe în perioada cât a locuit la Roma, loială familiei regale

## Adaptare cinematografică
Cartea a fost adaptată de regizorul german Georg Marischka în filmul Cartea de la San Michele (1962), realizat ca o coproducție germano-franco-italiană, cu actorul Otto Wilhelm Fischer în rolul principal. Au mai participat actorii Rosanna Schiaffino, Sonja Ziemann, Maria Mahor, Heinz Erhardt, Ingeborg Schöner, Renate Ewert și Christiane Maybach.

## Traduceri în limba română
- Cartea dela San Michele, traducere de Felix Aderca,  Editura „Naționala Ciornei”, Librăria „Cultura Poporului”, București, 1934, 526 p. (8 ediții)
- Cartea dela San Michele, traducere de Margareta Poenaru Bordea, cu ilustrații de Fred Micoș, Editura Gorjan, București, 1945, 612 p., tiraj 103 ex.
- Cartea de la San Michele, traducere de Teodora Sadoveanu, postfață de Alexandru Sever, Editura pentru Literatură Universală, București, 1969, 431 p. (reeditări: Ed. Dacia, Cluj, 1970, 535 p.; Ed. Minerva, București, 1986, prefață și tabel cronologic de Dan Grigorescu, 237+224 p.; Ed. Literatura artistică, Chișinău, 1990, 383 p.; Ed. Pygmalion, Ploiești, 1993, 412 p.)
- Cartea de la San Michele, traducere și note de Maria Nicolae-Dumitrescu, Editura Orizonturi, București, 2009, 480 p. (reeditări: Ed. Orizonturi, București, 2012, 496 p.)